# Auzouville-l'Esneval
Auzouville-l'Esneval és un municipi francès situat al departament del Sena Marítim i a la regió de Normandia. L'any 2007 tenia 332 habitants.

## Demografia

### Població
El 2007 la població de fet d'Auzouville-l'Esneval era de 332 persones. Hi havia 116 famílies de les quals 28 eren unipersonals (12 homes vivint sols i 16 dones vivint soles), 32 parelles sense fills, 44 parelles amb fills i 12 famílies monoparentals amb fills.
La població ha evolucionat segons el següent gràfic:
Habitants censats

### Habitatges
El 2007 hi havia 138 habitatges, 125 eren l'habitatge principal de la família, 4 eren segones residències i 9 estaven desocupats. 133 eren cases i 5 eren apartaments. Dels 125 habitatges principals, 95 estaven ocupats pels seus propietaris i 30 estaven llogats i ocupats pels llogaters; 3 tenien dues cambres, 13 en tenien tres, 31 en tenien quatre i 78 en tenien cinc o més. 101 habitatges disposaven pel capbaix d'una plaça de pàrquing. A 51 habitatges hi havia un automòbil i a 67 n'hi havia dos o més.

### Piràmide de població
La piràmide de població per edats i sexe el 2009 era:
| Homes | Edats   | Dones |
| ----- | ------- | ----- |
| 0     | 95 o +  | 0     |
| 0     | 90 a 94 | 0     |
| 0     | 85 a 89 | 0     |
| 0     | 80 a 84 | 0     |
| 0     | 75 a 79 | 0     |
| 4     | 70 a 74 | 8     |
| 12    | 65 a 69 | 4     |
| 0     | 60 a 64 | 0     |
| 8     | 55 a 59 | 8     |
| 16    | 50 a 54 | 16    |
| 12    | 45 a 49 | 16    |
| 8     | 40 a 44 | 8     |
| 20    | 35 a 39 | 4     |
| 36    | 30 a 34 | 20    |
| 12    | 25 a 29 | 16    |
| 4     | 20 a 24 | 16    |
| 20    | 15 a 19 | 16    |
| 8     | 10 a 14 | 24    |
| 16    | 5 a 9   | 8     |
| 28    | 0 a 4   | 12    |

## Economia
El 2007 la població en edat de treballar era de 228 persones, 182 eren actives i 46 eren inactives. De les 182 persones actives 166 estaven ocupades (96 homes i 70 dones) i 16 estaven aturades (4 homes i 12 dones). De les 46 persones inactives 18 estaven jubilades, 17 estaven estudiant i 11 estaven classificades com a «altres inactius».

### Ingressos
El 2009 a Auzouville-l'Esneval hi havia 128 unitats fiscals que integraven 349 persones, la mediana anual d'ingressos fiscals per persona era de 19.328 €.

### Activitats econòmiques
Dels 11 establiments que hi havia el 2007, 2 eren d'empreses de fabricació d'altres productes industrials, 2 d'empreses de construcció, 3 d'empreses de comerç i reparació d'automòbils, 1 d'una entitat de l'administració pública i 3 d'empreses classificades com a «altres activitats de serveis».
Dels 3 establiments de servei als particulars que hi havia el 2009, 1 era una autoescola, 1 paleta i 1 electricista.
L'any 2000 a Auzouville-l'Esneval hi havia 8 explotacions agrícoles.

## Equipaments sanitaris i escolars
El 2009 hi havia una escola elemental integrada dins d'un grup escolar amb les comunes properes formant una escola dispersa.

## Poblacions més properes
El següent diagrama mostra les poblacions més properes.